# Vladislav Radimov
Vladislav Nikolaïevitch Radimov (en russe : Владисла́в Никола́евич Ради́мов), né le 26 novembre 1975 à Léningrad (URSS), est un footballeur russe évoluant au poste de milieu de terrain, notamment pour le compte du CSKA Moscou et du Zénith Saint-Pétersbourg. Il fait partie aujourd'hui de l'encadrement technique du Zénith, dont il entraîne la deuxième équipe dans le championnat de troisième division.

## Biographie

### Carrière de joueur
Radimov commence sa carrière avec le CSKA Moscou. Remarqué assez rapidement pour son talent, il intègre en 1994 l'équipe nationale dont il est un pensionnaire régulier par la suite. À la fin de la saison 1995-1996, il part pour le Real Saragosse. Si la première saison est de bonne facture, les choses se gâtent par la suite et Radimov est prêté au Dynamo Moscou ainsi qu'au Levski Sofia. Il retrouve son véritable niveau en rejoignant l'équipe du Krylia Sovetov Samara en 2001 dont il devient rapidement le capitaine. Il part ensuite rejoindre le Zénith Saint-Pétersbourg à la fin de la saison pour en devenir le capitaine en 2003. Les saisons 2007 et 2008 sont celles de la consécration. Au niveau national d'abord, où il remporte le Championnat russe, puis au niveau continental en remportant en 2008, la Coupe UEFA. Il met à la fin de la saison 2008, un terme à sa carrière longue de 16 années.

### Carrière internationale
Il a disputé 33 rencontres avec l'équipe de Russie et a marqué 3 buts de 1994 à 2006.
Il a aussi joué à 3 reprises avec l'équipe olympique en 1994 et 1995.

### Carrière d'entraîneur
Peu après la fin de sa carrière, Radimov rejoint l'encadrement technique du Zénith Saint-Pétersbourg où il devient directeur sportif en janvier 2009. Le 10 avril 2011, le club enfreint durant un match de championnat contre le CSKA Moscou les règles de la compétition par-rapport stipulant qu'au moins un joueur formé au club doit se trouver sur la feuille de match, amenant à la défaite technique du Zénith à l'issue de la rencontre. Radimov est reconnu comme responsable de cette erreur et démis de ses fonctions dans la foulée. Il est ainsi relégué au rang d'entraîneur adjoint des équipes de jeunes.
Après un peu plus de deux années à ce poste, il devient en juillet 2013 l'entraîneur principal du club-école du Zénith, le Zénith-2 qu'il amène dans un premier temps à la dixième place dans le groupe Ouest de la troisième division avant de finir deuxième lors de la saison 2014-2015 derrière le Spartak-2 Moscou puis d'être promu administrativement en deuxième division. Après avoir terminé deux fois treizième du championnat en 2016 puis en 2017, il quitte finalement son poste à l'issue de cette dernière saison après quatre années à la tête de l'équipe, devenant par la suite coordinateur pour l'équipe première du Zénith. Radimov est par la suite rappelé à la tête de l'équipe 2 au mois de septembre 2018, alors que celle-ci connaît un début de saison 2018-2019 compliqué le voyant pointer à la dernière position. Il n'arrive cependant pas à éviter sa relégation au terme de l'exercice.

## Palmarès
Levski Sofia
- Champion de Bulgarie en 2001.

 Zénith Saint-Pétersbourg
- Vainqueur de la Coupe UEFA en 2008.
- Vainqueur de la Supercoupe de l'UEFA en 2008.
- Champion de Russie en 2007.
- Vainqueur de la Supercoupe de Russie en 2008.
- Vainqueur de la Coupe de la Ligue en 2003.

## Vie privée
Le 18 octobre 2005 Radimov s'est marié à la chanteuse Tatiana Boulanova.